# Argenis Carruyo
Víctor Argenis Carruyo González (Maracaibo, Zulia, 22 de agosto de 1953) es un cantante venezolano de origen zuliano, también conocido como el volcán de américa, apodo puesto por Neguito Borjas y Alexis López, en referencia a su potente voz.

## Biografía
Nació en el hospital Chiquinquirá de Maracaibo el 21 de agosto de 1953, hijo de Ana Narcisa, oriunda de Maracaibo. Tuvo dos hijos con Glenda Margarita, su actual esposa.

## Carrera
A los 12 años trabajó como atrilero para la agrupación Los Blancos, oficio que obtuvo por su cercanía a la familia Blanco, al ser vecino de estos. Inició su carrera musical oficialmente en la agrupación juvenil Los Larkings junto a los hermanos García. Posteriormente se integraría a los Los Juglares y Los Casinos. En 1973 formó parte de los Súper Combo Los Tropicales. A partir de 1977 se integró a la Dimensión Latina, con quienes estuvo hasta 1981, para luego pasarse a los Melódicos.
En la década de los 80 formó parte de agrupaciones como: Orlando y su combo, Los hermanos Carruyo y el Súper Combo Los Tropicales, con quienes habría retomado su anterior participación.
En 1985 fundó la agrupación Argenis Carruyo y su Orquesta junto a su hermano Ender, grupo con el cual se dio a conocer en toda la región zuliana.
Argenis Carruyo también formó parte de agrupaciones gaiteras como: Rincón Morales, Guaco, Los Morillo, Gaiteros de Pillopo y el número uno.

## Reconocimientos
Ha recibido reconocimientos como el Mara de Oro, y en el año 2011, recibió una orquídea de Diamante en el Festival Internacional de la Orquídea realizada en la plaza para todos de Maracaibo, antes plaza de toros monumental de Maracaibo.

## Discografía

### Álbumes
| Año  | Título                                                                      |
| ---- | --------------------------------------------------------------------------- |
| 1981 | Yo los pongo a bailar                                                       |
| 1994 | Argenis Carruyo y su orquesta                                               |
| 1995 | Sonido sinfónico                                                            |
| 1997 | ¡Ay mamá!                                                                   |
| 1999 | Esto si está bueno                                                          |
| 2000 | Noche tropical                                                              |
| 2001 | Se prendió la fiesta                                                        |
| 2001 | Homenaje a Felipe Pirela                                                    |
| 2007 | Para siempre                                                                |
| 2007 | Ayer y hoy                                                                  |
| 2011 | Para siempre                                                                |
| 2013 | Romántico                                                                   |
| 2014 | Homenaje a los grandes                                                      |
| 2015 | Big band boleros                                                            |
| 2017 | Mi nieta consentida                                                         |
| 2017 | Homenaje a los grandes de la salsa                                          |
| 2017 | Homenaje a los grandes de la salsa, vol 2                                   |
| 2018 | El cantante                                                                 |
| 2018 | Súper tropical, vol 2                                                       |
| 2018 | Súper tropical, vol 2                                                       |
| 2018 | Un cigarro & un café                                                        |
| 2019 | Noches gaiteras 2                                                           |
| 2019 | Mosaico: Por Ella, Señora del Amor, Huele a Durazno, El Baile de los Mangos |